# 서울백석초등학교
서울백석초등학교는 대한민국 서울특별시 강서구 등촌동에 있는 공립 초등학교이다.

## 학교 연혁
- 1984년 5월 22일 서울백석국민학교 개교식(25학급)
- 1996년 3월 1일 현재 교명으로 변경
- 2005년 9월 1일 학구조정으로 서울염창초등학교 전출(105명)
- 2010년 6월 4일 흰돌꿈터 개관(도서실, 체육관, 멀티미디어실)
- 2010년 6월 28일 돌봄교실 개관
- 2010년 8월 23일 영어전용교실 개관
- 2011년 7월 29일 미술실과실 리모델링
- 2012년 8월 24일 방송실 리모델링 및 회의실, 교무실, 복도 환경 개선
- 2012년 9월 14일 운동장 배수로 공사
- 2013년 8월 13일 흰돌꿈터 연결 통로 및 보도블럭 설치 공사
- 2013년 8월 28일 본관 2층 복도 및 창호 교체 공사, 신관 교실(6실) 바닥 교체 공사
- 2013년 11월 12일 교사 외부 및 본관, 신관 내부 도장 공사
- 2019년 2월 15일 제35회 졸업식(95명)
- 2019년 9월 1일 제11대 박재열 교장 취임
- 2024년 5월 23일 개교 40주년

## 참고 자료
- 서울백석초등학교 - 한국교육학술정보원 학교알리미